# 11348 Allegra
11348 Allegra (1997 BG9) là một tiểu hành tinh vành đai chính được phát hiện ngày 30 tháng 1 năm 1997 bởi M. Tombelli và U. Munari ở Cima Ekar.